# Podział administracyjny Kościoła katolickiego w Afryce

## Algieria

### Metropolia algierska
- Archidiecezja algierska
  - Diecezja orańska
  - Diecezja konstantynowska

### Diecezje bezpośrednio podległeRzymowi
- Diecezja laghouacka

## Angola

### Metropolia Huambo
- Archidiecezja Huambo
  - Diecezja Benguela
  - Diecezja Kwito-Bié

### Metropolia Luanda
- Archidiecezja Luanda
  - Diecezja Kabinda
  - Diecezja Caxito
  - Diecezja M’banza-Kongo
  - Diecezja Sumbe
  - Diecezja Viana

### Metropolia Lubango
- Archidiecezja Lubango
  - Diecezja Menongue
  - Diecezja Ondjiva
  - Diecezja Namibe

### Metropolia Malanje
- Archidiecezja Malanje
  - Diecezja Ndalatando
  - Diecezja Uije

### Metropolia Saurimo
- Archidiecezja Saurimo
  - Diecezja Dundo
  - Diecezja Lwena

## Benin

### Metropolia Kotonu
- Archidiecezja Kotonu
  - Diecezja Abomey
  - Diecezja Dassa-Zoumé
  - Diecezja Lokossa
  - Diecezja Porto Novo

### Metropolia Parakou
- Archidiecezja Parakou
  - Diecezja Djougou
  - Diecezja Kandi
  - Diecezja Natitingou
  - Diecezja N’Dali

## Botswana

### Diecezje podlegające pod metropolię Pretorii
- Diecezja Gaborone
- Diecezja Francistown

## Burkina Faso

### Metropolia Bobo-Dioulasso
- Archidiecezja Bobo-Dioulasso
  - Diecezja Banfora
  - Diecezja Dédougou
  - Diecezja Diébougou
  - Diecezja Gaoua
  - Diecezja Nouna

### Metropolia Koupéla
- Archidiecezja Koupéla
  - Diecezja Dori
  - Diecezja Fada N’Gourma
  - Diecezja Kaya
  - Diecezja Tenkodogo

### Metropolia Wagadugu
- Archidiecezja Wagadugu
  - Diecezja Koudougou
  - Diecezja Manga
  - Diecezja Ouahigouya

## Burundi

### Metropolia bużumburska
- Archidiecezja bużumburska
  - Diecezja Bubanza
  - Diecezja Bururi

### Metropolia Gitega
- Archidiecezja Gitega
  - Diecezja Muyinga
  - Diecezja Ngozi
  - Diecezja Rutana
  - Diecezja Ruyigi

## Czad

### Metropolia Ndżamena
- Archidiecezja Ndżamena
  - Diecezja Doba
  - Diecezja Goré
  - Diecezja Lai
  - Diecezja Moundou
  - Diecezja Pala
  - Diecezja Sarh

### Diecezje podległe bezpośrednioRzymowi
- Wikariat apostolski Mongo

## Demokratyczna Republika Konga

### Metropolia Bukavu
- Archidiecezja Bukavu
  - Diecezja Butembo-Beni
  - Diecezja Goma
  - Diecezja Kasongo
  - Diecezja Kindu
  - Diecezja Uvira

### Metropolia Kananga
- Archidiecezja Kananga
  - Diecezja Kabinda
  - Diecezja Kole
  - Diecezja Luebo
  - Diecezja Luiza
  - Diecezja Mbujimayi
  - Diecezja Mweka
  - Diecezja Tshumbe

### Metropolia kinszaska
- Archidiecezja kinszaska
  - Diecezja Boma
  - Diecezja Idiofa
  - Diecezja Inongo
  - Diecezja Kenge
  - Diecezja Kikwit
  - Diecezja Kisantu
  - Diecezja Matadi
  - Diecezja Popokabaka

### Metropolia Kisangani
- Archidiecezja Kisangani
  - Diecezja Bondo
  - Diecezja Bunia
  - Diecezja Buta
  - Diecezja Doruma-Dungu
  - Diecezja Isangi
  - Diecezja Isiro-Niangara
  - Diecezja Mahagi-Nioka
  - Diecezja Wamba

### Metropolia Lubumbashi
- Archidiecezja Lubumbashi
  - Diecezja Kalemie-Kirungu
  - Diecezja Kamina
  - Diecezja Kilwa-Kasenga
  - Diecezja Kolwezi
  - Diecezja Kongolo
  - Diecezja Manono
  - Diecezja Sakania-Kipushi

### Metropolia Mbandaka-Bikoro
- Archidiecezja Mbandaka-Bikoro
  - Diecezja Basankusu
  - Diecezja Bokungu-Ikela
  - Diecezja Budjala
  - Diecezja Lisala
  - Diecezja Lolo
  - Diecezja Molegbe

## Dżibuti
- Diecezja Dżibuti (podlega bezpośrednio pod Stolicę Apostolską)

## Egipt

### Obrządek łaciński
- wikariat apostolski Aleksandrii

### Obrządek ormiański
- eparchia Aleksandrii

### Obrządek chaldejski
- eparchia Kairu (chaldejska)

### Obrządek koptyjski
1. patriarsza eparchia aleksandryjska (Aleksandria)
2. eparchia asjucka (Asjut)
3. eparchia Gizy (Giza)
4. eparchia ismailijska (Ismailia)
5. eparchia luksorska (Luksor)
6. eparchia Al-Minja (Al-Minja)
7. eparchia Sauhadżu (Sauhadż)
8. eparchia Abu Kurkas (Abu Kurkas)
9. eparchia Al-Kusijja (Al-Kusijja)

### Obrządek maronicki
- eparchia Kairu (maronicka)

### Obrządek melchicki
- stolica tytularna patriarchy w Aleksandrii – terytorium patriarsze Egiptu i Sudanu

### Obrządek syryjski
- eparchia Kairu (syryjskokatolicka)

## Erytrea

### Metropolia Asmary
- Archieparchia Asmary
  - Eparchia Kerenu
  - Eparchia Barentu
  - Eparchia Segheneyti

## Eswatini
- Diecezja Manzini (podlega metropolii Johannesburga)

## Etiopia

### Jednostki administracyjneKościoła katolickiego obrządku łacińskiegowEtiopii
- wikariat apostolski Awasa (podporządkowany bezpośrednio Stolicy Apostolskiej)
- wikariat apostolski Dżimma - Bonga (podporządkowany bezpośrednio Stolicy Apostolskiej)
- wikariat apostolski Gambella (podporządkowany bezpośrednio Stolicy Apostolskiej)
- wikariat apostolski Harar (podporządkowany bezpośrednio Stolicy Apostolskiej)
- wikariat apostolski Hosanna (podporządkowany bezpośrednio Stolicy Apostolskiej)
- wikariat apostolski Meki (podporządkowany bezpośrednio Stolicy Apostolskiej)
- wikariat apostolski Nekemte (podporządkowany bezpośrednio Stolicy Apostolskiej)
- wikariat apostolski Soddo (podporządkowany bezpośrednio Stolicy Apostolskiej)
- prefektura apostolska Robe (podporządkowana bezpośrednio Stolicy Apostolskiej)

### Metropolia Addis Abeby
- Archieparchia Addis Abeby
  - Eparchia adigracka
  - Eparchia Emdeberu
  - Eparchia Bahyr Dar-Desje

## Gabon

### Metropolia Liberville
- Archidiecezja Libreville
  - Diecezja Franceville
  - Diecezja Mouila
  - Diecezja Oyem
  - Diecezja Port-Gentil

### Jednostka podległa bezpośrednio doRzymu
- Wikariat apostolski Makokou

## Gambia
- Diecezja Bandżul (podlega bezpośrednio pod Stolicę Apostolską)

## Ghana

### Metropolia Akra
- Archidiecezja Akra
  - Diecezja Ho
  - Diecezja Jasikan
  - Diecezja Keta – Akatsi
  - Diecezja Koforidua

### Metropolia Cape Coast
- Archidiecezja Cape Coast
  - Diecezja Sekondi–Takoradi
  - Diecezja Wiawso

### Metropolia Kumasi
- Archidiecezja Kumasi
  - Diecezja Goaso
  - Diecezja Konongo–Mampong
  - Diecezja Obuasi
  - Diecezja Sunyani
  - Diecezja Techiman

### Metropolia Tamale
- Archidiecezja Tamale
  - Diecezja Damongo
  - Diecezja Navrongo–Bolgatanga
  - Diecezja Wa
  - Diecezja Yendi

## Gwinea

### Metropolia Konakry
- Archidiecezja Konakry
  - Diecezja Boké
  - Diecezja Guéckédou
  - Diecezja Kankan
  - Diecezja N’Zérékoré

## Gwinea Bissau

### Podlega bezpośrednio pod Stolicę Apostolską
- Diecezja Bafatá
- Diecezja Bissau

## Gwinea Równikowa

### Metropolia Malabo
- Archidiecezja Malabo
  - Diecezja Bata
  - Diecezja Ebebiyin
  - Diecezja Evinayong
  - Diecezja Mongomo

## Kamerun

### Metropolia Bamenda
- Archidiecezja Bamenda
  - Diecezja Buéa
  - Diecezja Kumba
  - Diecezja Kumbo
  - Diecezja Mamfe

### Metropolia Bertoua
- Archidiecezja Bertoua
  - Diecezja Batouri
  - Diecezja Doumé-Abong’ Mbang
  - Diecezja Yokadouma

### Metropolia Douala
- Archidiecezja Douala
  - Diecezja Bafang
  - Diecezja Bafoussam
  - Diecezja Edéa
  - Diecezja Eséka
  - Diecezja Nkongsamba

### Metropolia Garoua
- Archidiecezja Garoua
  - Diecezja Maroua-Mokolo
  - Diecezja Ngaoundéré
  - Diecezja Yagoua

### Metropolia Jaunde
- Archidiecezja Jaunde
  - Diecezja Bafia
  - Diecezja Ebolowa
  - Diecezja Kribi
  - Diecezja Mbalmayo
  - Diecezja Obala
  - Diecezja Sangmélima

## Kenia

### Metropolia Kisumu
- Archidiecezja Kisumu
  - Diecezja Bungoma
  - Diecezja Eldoret
  - Diecezja Homa Bay
  - Diecezja Kakamega
  - Diecezja Kisii
  - Diecezja Kitale
  - Diecezja Lodwar

### Metropolia Mombasa
- Archidiecezja Mombasa
  - Diecezja Garissa
  - Diecezja Malindi

### Metropolia Nairobi
- Archidiecezja Nairobi
  - Diecezja Kericho
  - Diecezja Kitui
  - Diecezja Machakos
  - Diecezja Nakuru
  - Diecezja Ngong

### Metropolia Nyeri
- Archidiecezja Nyeri
  - Diecezja Embu
  - Diecezja Maralal
  - Diecezja Marsabit
  - Diecezja Meru
  - Diecezja Muranga
  - Diecezja Nyahururu

### Jednostki podległe bezpośrednio doRzymu
- Wikariat apostolski Isiolo
- Ordynariat Polowy Kenii

## Komory
- Wikariat apostolski Komorów (obejmuje też  wyspę Majotta)

## Kongo

### Metropolia Brazzaville
- Archidiecezja Brazzaville
  - Diecezja Gamboma
  - Diecezja Kinkala

### Metropolia Pointe-Noire
- Archidiecezja Pointe-Noire
  - Diecezja Nkayi
  - Diecezja Dolisie

### Metropolia Owando
- Archidiecezja Owando
  - Diecezja Impfondo
  - Diecezja Ouésso

## Lesotho

### Metropolia Maseru
- Archidiecezja Maseru
  - Diecezja Leribe
  - Diecezja Mohale’s Hoek
  - Diecezja Qacha’s Nek

## Liberia

### Metropolia Monrovia
- Archidiecezja Monrovii
  - Diecezja Cape Palmas
  - Diecezja Gbarnga

## Libia

### Jednostki podlegające bezpośrednio pod Stolicę Apostolską
- Wikariat apostolski Bengazi
- Wikariat apostolski Darny
- Wikariat apostolski Trypolisu
- Prefektura apostolska Misraty

## Madagaskar

### Metropolia Antananarivo
- - Archidiecezja Antananarivo
    - Diecezja Antsirabé
    - Diecezja Miarinarivo
    - Diecezja Tsiroanomandidy

### Metropolia Antsiranana
- - Archidiecezja Antsiranana
    - Diecezja Ambanja
    - Diecezja Mahajanga
    - Diecezja Port-Bergé

### Metropolia Fianarantsoa
- - Archidiecezja Fianarantsoa
    - Diecezja Ambositra
    - Diecezja Farafangana
    - Diecezja Ihosy
    - Diecezja Mananjary

### Metropolia Toamasina
- - Archidiecezja Toamasina
    - Diecezja Ambatondrazaka
    - Diecezja Fenoarivo Atsinanana
    - Diecezja Moramanga

### Metropolia Toliara
- - Archidiecezja Toliara
    - Diecezja Morombe
    - Diecezja Morondava
    - Diecezja Tôlagnaro

## Malawi

### Metropolia Blantyre
- Archidiecezja Blantyre
  - Diecezja Chikwawa
  - Diecezja Mangochi
  - Diecezja Zomba

### Metropolia Lilongwe
- Archidiecezja Lilongwe
  - Diecezja Dedza
  - Diecezja Karonga
  - Diecezja Mzuzu

## Mali

### Metropolia Bamako
- Archidiecezja Bamako
  - Diecezja Kayes
  - Diecezja Mopti
  - Diecezja San
  - Diecezja Ségou
  - Diecezja Sikasso

## Maroko

### Diecezje bezpośrednio podległeStolicy Apostolskiej
- Archidiecezja Rabatu
- Archidiecezja Tangeru

## Mauretania
- Diecezja Nawakszut (podlega bezpośrednio pod Stolicę Apostolską)

## Mauritius
- diecezja Port Louis (podporządkowana bezpośrednio Stolicy Apostolskiej)
- wikariat apostolski Rodrigues (podporządkowany bezpośrednio Stolicy Apostolskiej)

## Mozambik

### Metropolia Beira
- Archidiecezja Beira
  - Diecezja Chimoio
  - Diecezja Gurué
  - Diecezja Quelimane
  - Diecezja Tete

### Metropolia Maputo
- Archidiecezja Maputo
  - Diecezja Inhambane
  - Diecezja Xai-Xai

### Metropolia Nampula
- Archidiecezja Nampula
  - Diecezja Lichinga
  - Diecezja Nacala
  - Diecezja Pemba

## Namibia

### Metropolia Windhuk
- Archidiecezja Windhuk
  - Diecezja Keetmanshoop
  - Wikariat apostolski Rundu

## Niger

### Metropolia Niamey
- Archidiecezja Niamey
  - Diecezja Maradi

## Nigeria

### Obrządek łaciński

#### Metropolia Abudży
- Archidiecezja Abudży
  - Diecezja Gboko
  - Diecezja Idah
  - Diecezja Katsina-Ala
  - Diecezja Lafia
  - Diecezja Lokoja
  - Diecezja Makurdi
  - Diecezja Otukpo

#### Metropolia benińska
- Archidiecezja benińska
  - Diecezja Auchi
  - Diecezja Issele-Uku
  - Diecezja Uromi
  - Diecezja Warri
  - Diecezja Bomadi

#### Metropolia Calabar
- Archidiecezja Calabar
  - Diecezja Ikot Ekpene
  - Diecezja Ogoja
  - Diecezja Port Harcourt
  - Diecezja Uyo

#### Metropolia ibadańska
- Archidiecezja ibadańska
  - Diecezja Ekiti
  - Diecezja Ondo
  - Diecezja Osogbo
  - Diecezja Oyo

#### Metropolia Jos
- Archidiecezja Jos
  - Diecezja Bauchi
  - Diecezja Jalingo
  - Diecezja Maiduguri
  - Diecezja Pankshin
  - Diecezja Shendam
  - Diecezja Yola

#### Metropolia Kaduna
- Archidiecezja Kaduna
  - Diecezja Ilorin
  - Diecezja Kafanchan
  - Diecezja Kano
  - Diecezja Kontagora
  - Diecezja Minna
  - Diecezja Sokoto
  - Diecezja Zaria

#### Metropolia Lagos
- Archidiecezja Lagos
  - Diecezja Abeokuta
  - Diecezja Ijebu-Ode

#### Metropolia Onitsha
- Archidiecezja Onitsha
  - Diecezja Abakaliki
  - Diecezja Awgu
  - Diecezja Awka
  - Diecezja Ekwulobia
  - Diecezja Enugu
  - Diecezja Nnewi
  - Diecezja Nsukka

#### Metropolia Owerri
- Archidiecezja Owerri
  - Diecezja Aba
  - Diecezja Ahiara
  - Diecezja Okigwe
  - Diecezja Orlu
  - Diecezja Umuahia

### Obrządek maronicki
- Eparchia Zwiastowania Najświętszej Maryi Panny w Ibadanie (podlega bezpośrednio pod Stolicę Apostolską)

## Południowa Afryka

### Metropolia Bloemfontein
- Archidiecezja Bloemfontein
  - Diecezja Bethlehem
  - Diecezja Keimoes-Upington
  - Diecezja Kimberley
  - Diecezja Kroonstad

### Metropolia kapsztadzka
- Archidiecezja kapsztadzka
  - Diecezja Aliwal
  - Diecezja De Aar
  - Diecezja Oudtshoorn
  - Diecezja Port Elizabeth
  - Diecezja Queenstown

### Metropolia Durbanu
- Archidiecezja Durbanu
  - Diecezja Dundee
  - Diecezja Eshowe
  - Diecezja Kokstad
  - Diecezja Mariannhill
  - Diecezja Umtata
  - Diecezja Umzimkulu

### Metropolia Johannesburga[1]
- Archidiecezja Johannesburga
  - Diecezja Klerksdorp
  - Diecezja Witbank

### Metropolia Pretorii[2]
- Archidiecezja Pretorii
  - Diecezja Polokwane
  - Diecezja Rustenburg
  - Diecezja Tzaneen

### Diecezje bezpośrednio podległeStolicy Apostolskiej
- Ordynariat Polowy Południowej Afryki
- Wikariat apostolski Ingwavuma

## Republika Zielonego Przylądka

### Diecezje bezpośrednio podległeRzymowi
- Diecezja Mindelo
- Diecezja Santiago de Cabo Verde

## Reunion
- Diecezja Saint-Denis-de-la-Réunion (podległą bezpośrednio pod Stolicę Apostolską)

## Republika Środkowoafrykańska

### Metropolia Bangi
- Archidiecezja Bangi
  - Diecezja Alindao
  - Diecezja Bambari
  - Diecezja Bangassou
  - Diecezja Berbérati
  - Diecezja Bossangoa
  - Diecezja Bouar
  - Diecezja Kaga-Bandoro
  - Diecezja Mbaïki

## Rwanda

### Metropolia Kigali
- Archidiecezja Kigali
  - Diecezja Butare
  - Diecezja Byumba
  - Diecezja Cyangugu
  - Diecezja Gikongoro
  - Diecezja Kabgayi
  - Diecezja Kibungo
  - Diecezja Nyundo
  - Diecezja Ruhengeri

## Sahara Zachodnia
- Prefektura apostolska Sahary Zachodniej (podlega bezpośrednio pod Stolicę Apostolską)

## Senegal

### Metropolia dakarska
- Archidiecezja dakarska
  - Diecezja Kaolack
  - Diecezja Kolda
  - Diecezja Saint-Louis du Sénégal
  - Diecezja Tambacounda
  - Diecezja Thiès
  - Diecezja Ziguinchor

## Seszele
- Diecezja Port Victoria (bezpośrednio podporządkowana Stolicy Apostolskiej)

## Sierra Leone

### Metropolia Freetown
- Archidiecezja Freetown
  - Diecezja Bo
  - Diecezja Kenema
  - Diecezja Makeni

## Somalia
- Diecezja Mogadiszu (podporządkowana bezpośrednio Stolicy Apostolskiej)

## Sudan

### Obrządek łaciński
W jego ramach funkcjonuje 1 metropolia, w skład której wchodzi 1 archidiecezja i 1 diecezja:

#### Metropolia Chartum
- Archidiecezja Chartumu
  - Diecezja Al-Ubajjid

### Obrządek melchicki
W jego ramach funkcjonuje jedna jednostka terytorialna zależna od patriarchy Antiochii:
- Terytorium patriarsze Egiptu i Sudanu (obejmuje też teren Sudanu Południowego)

### Obrządek syryjski
W jego ramach funkcjonuje jedna jednostka terytorialna zależna od patriarchy syryjskiego:
- Terytorium patriarsze Sudanu i Sudanu Południowego (obejmuje też teren Sudanu Południowego)

## Sudan Południowy

### Metropolia Dżuby
- Archidiecezja Dżuby
  - Diecezja Bentiu
  - Diecezja Malakal
  - Diecezja Rumbek
  - Diecezja Tombura-Yambio
  - Diecezja Torit
  - Diecezja Wau
  - Diecezja Yei

## Święta Helena
- Misja „sui iuris” Wyspy Świętej Heleny, Wyspy Wniebowstąpienia i Tristan da Cunha (podlega bezpośrednio Stolicy Apostolskiej)

## Tanzania

### Metropolia Arusha
- Archidiecezja Arusha
  - Diecezja Mbulu
  - Diecezja Moshi
  - Diecezja Same

### Metropolia Dar-es-Salaam
- Archidiecezja Dar-es-Salaam
  - Diecezja Ifakara
  - Diecezja Mahenge
  - Diecezja Morogoro
  - Diecezja Tanga
  - Diecezja zanzibarska

### Metropolia Dodoma
- Archidiecezja Dodoma
  - Diecezja Kondoa
  - Diecezja Singida

### Metropolia Mbeya
- Archidiecezja Mbeya
  - Diecezja Iringa
  - Diecezja Sumbawanga

### Metropolia Mwanza
- Archidiecezja Mwanza
  - Diecezja Bunda
  - Diecezja Bukoba
  - Diecezja Geita
  - Diecezja Kayanga
  - Diecezja Musoma
  - Diecezja Rulenge-Ngara
  - Diecezja Shinyanga

### Metropolia Songea
- Archidiecezja Songea
  - Diecezja Lindi
  - Diecezja Mbinga
  - Diecezja Mtwara
  - Diecezja Njombe
  - Diecezja Tunduru-Masasi

### Metropolia Tabora
- Archidiecezja Tabora
  - Diecezja Kahama
  - Diecezja Kigoma
  - Diecezja Mpanda

## Togo

### Metropolia Lome
- Archidiecezja Lomé
  - Diecezja Aného
  - Diecezja Atakpamé
  - Diecezja Dapaong
  - Diecezja Kara
  - Diecezja Kpalimé
  - Diecezja Sokodé

## Tunezja
- Archidiecezja Tunisu (podporządkowana bezpośrednio pod Stolicę Apostolską)

## Uganda

### Metropolia Gulu
- Archidiecezja Gulu
  - Diecezja Arua
  - Diecezja Lira
  - Diecezja Nebbi

### Metropolia Kampala
- Archidiecezja Kampala
  - Diecezja Kasana–Luweero
  - Diecezja Kiyinda–Mityana
  - Diecezja Lugazi
  - Diecezja Masaka

### Metropolia Mbarara
- Archidiecezja Mbarara
  - Diecezja Fort Portal
  - Diecezja Hoima
  - Diecezja Kabale
  - Diecezja Kasese

### Metropolia Tororo
- Archidiecezja Tororo
  - Diecezja Jinja
  - Diecezja Kotido
  - Diecezja Moroto
  - Diecezja Soroti

### Diecezje podległe bezpośrednio doRzymu
- Ordynariat Polowy Ugandy

## Wybrzeże Kości Słoniowej

### Metropolia abidżańska
- Archidiecezja abidżańska
  - Diecezja Agboville
  - Diecezja Grand-Bassam
  - Diecezja Yopougon

### Metropoilia Bouaké
- Archidiecezja Bouaké
  - Diecezja Abengourou
  - Diecezja Bondoukou
  - Diecezja Jamusukro

### Metropolia Gagnoa
- Archidiecezja Gagnoa
  - Diecezja Daloa
  - Diecezja Man
  - Diecezja San Pedro-en-Côte d’Ivoire

### Metropolia Korhogo
- Archidiecezja Korhogo
  - Diecezja Katiola
  - Diecezja Odienné

## Wyspy Świętego Tomasza i Książęca
- Diecezja Wysp Świętego Tomasza i Książęcej (podlega bezpośrednio Stolicy Apostolskiej)

## Zambia

### Metropolia Kasama
- Archidiecezja Kasama
  - Diecezja Mansa
  - Diecezja Mpika

### Metropolia lusacka
- Archidiecezja lusacka
  - Diecezja Chipata
  - Diecezja Livingstone
  - Diecezja Mongu
  - Diecezja Monze
  - Diecezja Ndola

### Metropolia Ndoli
- - Archidiecezja Ndoli
  - Diecezja Kabwe
  - Diecezja Solwezi

## Zimbabwe

### Metropolia Bulawayo
- Archidiecezja Bulawayo
  - Diecezja Gweru
  - Diecezja Hwange
  - Diecezja Masvingo

### Metropolia Harare
- Archidiecezja Harare[3]
  - Diecezja Chinhoyi
  - Diecezja Gokwe
  - Diecezja Mutare